# حارة بير أبو زينة (صنعاء)
حارة بير أبو زينة هي إحدى حارات حي البليلي بمديرية الوحدة إحد مديريات العاصمة اليمنية صنعاء، بلغ تعداد سكانها 4211 نسمة حسب تعداد اليمن لعام 2004.